# Rudno, Slovacia
Rudno este o comună slovacă, aflată în districtul Turčianske Teplice din regiunea Žilina. Localitatea se află la altitudinea de 489 m deasupra n.m., se întinde pe o suprafață de 7,28 km2 și în 2017 număra 199 de locuitori. Se învecinează cu Jasenovo, Slovacia, Slovenské Pravno, Budiš și Liešno.

## Istoric
Localitatea Rudno este atestată documentar din 1343.

## Demografie
| An:                | 1994 | 2004   | 2014   | 2024   |
| ------------------ | ---- | ------ | ------ | ------ |
| Număr de persoane: | 228  | 227    | 212    | 210    |
| Diferență:         |      | −0,43% | −6,60% | −0,94% |

| An:                | 2023 | 2024 |
| ------------------ | ---- | ---- |
| Număr de persoane: | 210  | 210  |
| Diferență:         |      | +0%  |